# Самолёт (пароходство)
«Самолёт» — одно из трёх крупнейших российских дореволюционных пароходств на Волге.

## История
Пароходство «Самолёт» было основано отставным капитаном российского флота Владимиром Александровичем фон Глазенапом и титулярным советником Максимилианом Густавовичем Бехагель фон-Адлерскроном с целью организации перевозок пассажиров в верхнем течении Волги (Тверь — Рыбинск — Ярославль), связав их с открытой незадолго до того Николаевской железной дорогой.
30 октября 1853 года было учреждено товарищество на паях под фирмою «Самолёт». Основной капитал в 250 000 рублей был разделен на 1000 паёв.
Ещё до утверждения устава в 1853 году основателями общества был размещён заказ у бельгийской компании «Джон Коккериль» на первых 3 парохода, а в городе Твери на реке Волге был арендован затон, где решили разместить мастерские для сборки и ремонта заказанных судов. В 1854 году три судна в разобранном виде были привезены в Тверь и уже в апреле вышли в плавание по Волге (вначале между городами Тверь, Рыбинск и Ярославль). Это были длинные паровые лодки с железными корпусами, с 2 двигательными колесами по бокам и высокими двойными трубами. На кораблях были каюты I и II классов, а пассажиры III-го класса размещались прямо на палубе, всего каждый пароход мог разместить до 200 пассажиров. Грузы также перевозились на палубе, прикрытые от дождя.
Увеличив количество пароходов, в 1857 году товарищество расширило свою деятельность до Казани, в 1858 году было открыто движение по реке Каме до Перми, в 1859 году начали ходить пароходы до Саратова, а в 1861 году открыли линию по реке Оке до Елатьмы. В это же время правительство поручило пароходству перевозку почты. В 1862 году у «Самолёта» было 25 пассажирских пароходов («Тверь», «Рыбинск», «Ярославль», «Курьер», «Гонец», «Эстафет», «Депеша», «Телеграф», «Быстрый», «Поспешный», «Проворный», «Легкий», «Успех», «Прогресс», «Дж. Коккериль», «Влад. Глазенап», «Русалка», «Нимфа», «Нереида», «Ундина», «Сирена», «Никса», «Дриада», «Сильфида», «Эолина»). В 1863 году товарищество было преобразовано в общество.
К середине 1870-х годов у «Самолёта» было 38 пароходов. В 1878 году общество погасило облигационный заём, выпущенный в середине 1860-х годов и прочно стояло на ногах. Однако, с устареванием своих судов обществу пришлось столкнуться со сложностями и в 1881 году оно прекратило работу на Оке, а в 1882 году — на Каме. В 1882 году пришлось снова выпустить облигационный заём для развития. С новыми несколькими пароходами, построенными к середине 1880-х, у «Самолета» был флот из около 30 пароходов. В 1886 году произошла катастрофа парохода «Вера» с большим числом жертв. В конце 1880-х, когда дела общества шли неважно и заговорили о его ликвидации, положение спасла уверенность в деле и энергия директора-распорядителя общества Геннадия А. Ратькова-Рожнова (1826—1897). Позже в честь него фирма назовет пароход «Геннадий Ратьков-Рожнов»).
К концу XIX века фирма смогла почти полностью обновить свой флот. В 1887 году были построены в Бельгии новые удачные модели пароходов с именами писателей («Пушкин», «Лермонтов», «Тургенев» и «Некрасов»), их скорость хода достигала 22 верст в час. К середине 1890-х фирма заняла первое место на Волге по количеству своих паровых судов. Фирма имела свои пристани и склады в крупных городах.
В начале XX века многие устаревшие пароходы фирмы были переделаны и обновлены в собственных мастерских. В 1910-е годы общество перестало заказывать новые пароходы за границей, и начало заказывать их на российских заводах, в том числе Сормовскому заводу около Нижнего Новгорода. Последними пароходами, выпущенными Сормовским заводом для астраханской линии общества, были «Великая княжна Ольга Николаевна» и «Великая княжна Татьяна Николаевна», спущенные на воду в 1914 году. В 1913 году общество, совместно с Волжско-Камским коммерческим пароходством открыло линию по побережью Каспийского моря. Чистая прибыль фирмы в 1913 году составила 498711 руб.
Пароходство обслуживало регулярные линии по Волге от Твери до Астрахани, по Оке — от Нижнего Новгорода до Рязани, по Каме — до Перми и по Шексне. К моменту национализации в 1918 году флот общества состоял из 42 пароходов. На верхнем плёсе от Твери до Рыбинска пароходы носили имена композиторов («Серов», «Даргомыжский», «Чайковский», «Глинка»); на среднем плёсе (от Рыбинска до Нижнего Новгорода) — имена русских князей («Князь Юрий Суздальский», «Князь Михаил Тверской» и другие); на нижнем плёсе (от Нижнего Новгорода до Астрахани) — фамилии писателей («Пушкин», «Лермонтов», «Гоголь», «Некрасов», «Гончаров», «Тургенев», «Крылов»).
Надстройки пароходов «Самолёта» красились в розовый цвет, на бортах наносились три полосы: красная-белая-красная, дымовые трубы были чёрного цвета с красной полосой. Так же был вариант окраски бортов с верхней чёрной полосой.
Компания «Самолёт» упоминается во многих книгах о Волге и жителях Поволжья (например, в книге Г. И. Кублицкого «Волга» М., Детлит, 1978 г., в рассказе В. А. Гиляровского «Под „Весёлой козой“»). По названию пароходства «самолётами» зачастую называли и принадлежавшие ему пароходы.
Пароходство было национализировано согласно «Декрету о национализации торгового флота» от 23 января (5 февраля) 1918 года.